# Minerve s'habillant
Minerve s'habillant est un tableau mythologique de la peintre maniériste italienne Lavinia Fontana, réalisé en 1613 et aujourd'hui exposé à la Galerie Borghèse de Rome.

## Histoire
Ce tableau constitue une étape fondamentale dans l'histoire de l'art : en effet Minerve s'habillant représente le premier nu féminin réalisé par une femme, ainsi que la dernière œuvre créée par l'artiste (morte en 1614). Il a été commandé, de façon incroyable, malgré le sujet « scandaleux », par un représentant de l'Église catholique : le cardinal Scipione Borghese, homme expert en culture classique et grand amateur d'art.
Propriété de la Galerie Borghèse, le tableau fut prêté pour de nombreuses expositions à travers le monde, parmi lesquelles :
- En 1994 à Bologne, au Musée Archéologique Civique ;
- Entre 1997 et 1998 à Washington, au « Musée National de la Femme dans les Arts », où elle a été définie comme « l'œuvre la plus splendide jamais présentée dans ce pays » ;
- Entre 2007 et 2008 à Londres, à la Barbican Art Gallery ;
- Entre 2018 et 2019 à Gand (Belgique), au Musée des Beaux Arts de Gand ;
- Entre 2019 et 2020 à Madrid, au musée du Prado[4].

## Description
La divinité romaine Minerve (Athéna pour les Grecs) est au centre de la scène et est « surprise » entièrement nue, représentée en pied, alors qu'elle s'apprête à enfiler un manteau. Tandis que le corps tente de dissimuler sa nudité, le visage de la déesse est incliné et délibérément dirigé vers le spectateur, envoûtant et séduisant ; la coiffure de la jeune femme était l'une des plus populaires non pas dans la Rome antique, mais plutôt à l'époque de Lavinia Fontana, au XVIIe siècle. Minerve est probablement en partie un autoportrait de la peintre, pris devant le miroir.
Une autre caractéristique typique de l'art du XVIIe siècle est le fond sombre, ici complètement noir, pour accentuer au maximum les sujets dépeints qui, par conséquent, sont au centre de la scène et semblent briller de leur propre éclat : en particulier ici le noir accentue les courbes de la déesse, dans un acte fort de séduction et quasi érotique.
Cependant, le petit Cupidon, dieu de l'Amour, placé sur la porte, enveloppé de rouge vermillon, n'est volontairement pas mis en valeur : pour lui donner des traits plus humains que divins, la peintre omet les ailes et le représente en train de jouer avec un casque.
La robe que la déesse tient délicatement dans ses mains apparaît précieuse et richement décorée : ce vêtement féminin, typique des femmes appartenant à la noblesse romaine, contraste fortement avec d'autres éléments présents dans la scène, comme le casque, la lance et le bouclier, tous les symboles de Minerve comme guerrière vierge et déesse de la sagesse.